# Rio Bobu (Teleajen)
O Rio Bobu é um rio da Romênia afluente do Rio Teleajen, localizado no distrito de Prahova.